# Interstate L-6
Die Interstate L-6 (bis 1942: O-63) war ein leichtes Verbindungs- und Aufklärungsflugzeug der US-Armee von 1940 bis 1945.
Die Firma Interstate Company begann mit der Herstellung von Flugzeugen im Jahr 1940 mit der S-1B Cadet, einer leichten Hochdecker-Tandemsitzerausführung. Mit Kriegseintritt der USA Ende 1941 bestellte die US-Army 250 S-1B Flugzeuge und bezeichnete die Militärversion als O-63. Es war damit das letzte Muster vor 1962, das den Buchstaben O für „observation“, zu deutsch: „Beobachtung“, erhielt.
Wie alle anderen O-Flugzeuge auch wurde die O-63 im Jahr 1942 umbenannt, in diesem Fall in L-6. Der Motor der L-6 litt unter einem Überhitzungsproblem, das nie ganz gelöst werden konnte, so wurden von der L-6 weniger Stückzahlen produziert als von den anderen als „Grasshopper“ bezeichneten leichten Verbindungsflugzeugen. Die L-6 wurde ausschließlich in den USA als Kurierflugzeug, Verbindungsflugzeug und zur Ausbildung eingesetzt und kam nicht zum Kriegseinsatz in Europa oder Asien.
Nach Kriegsende wurden die Produktionsrechte für die Cadet an die Firma Harlow Aircraft verkauft.

## Produktion
Abnahme der Interstate L-6 durch die USAAF:
| Version | 1942 | 1943 | SUMME |
| ------- | ---- | ---- | ----- |
| L-6     | 11   | 240  | 251   |
| L-8     | 8    |      | 8     |
| SUMME   | 19   | 240  | 259   |

## Technische Daten
| Kenngröße             | Daten                                              |
| --------------------- | -------------------------------------------------- |
| Besatzung             | Pilot + Beobachter                                 |
| Länge                 | 7,15 m                                             |
| Spannweite            | 10,82 m                                            |
| Höhe                  | 2,13 m                                             |
| Flügelfläche          | 16,15 m²                                           |
| Flügelstreckung       | 7,2                                                |
| Nutzlast              | 248 kg                                             |
| Leermasse             | 500 kg                                             |
| max. Startmasse       | 748 kg                                             |
| Reisegeschwindigkeit  |                                                    |
| Höchstgeschwindigkeit | 183 km/h in 5.500 ft (1.676 m) Flughöhe            |
| Dienstgipfelhöhe      | 5.030 m                                            |
| Einsatzradius         | 869 km                                             |
| Triebwerke            | ein Franklin O-200-5, 102 PS (75 kW) Startleistung |
| Bewaffnung            | –                                                  |